# McLaren MP4-29
A McLaren MP4-29 egy Tim Goss által tervezett Formula–1-es versenyautó, mely a 2014-es Formula–1 világbajnokság során volt a McLaren-csapat autója. Az autót 2014. január 24-én mutatták be, pilótái pedig az egyszeres világbajnok Jenson Button és a Sergio Pérezt váltó újonc dán Kevin Magnussen voltak. Motorja a Mercedes 1,6 literes turbómotorja volt, 1988 után az első turbómotoros McLaren, illetve hat évig az utolsó Mercedes-motoros McLaren a húsz évig tartó partnerség után. 2024-ig ez volt az utolsó alkalom, hogy a csapat egy ideig vezette a konstruktőri bajnokságot.

## Évad
Szemre a legfurcsább az autón, hogy mivel a csapatnak már nem volt főszponzora, ezért az egész autó szinte teljesen reklámmentes, krómezüst színt kapott. A szezon előtti teszten tisztán krómezüst volt, az idény kezdetétől pedig a fekete is megjelent. Futamról futamra változóan más és más reklámok kerültek fel az oldaldobozokra, a szín egyhangúságát pedig csak néha dobta fel pár dizájnelem. Az új technikai szabályok miatt az orra hosszan előrenyúló és lelógó, kevésbé esztétikus. Az autó ExxonMobile üzemanyagot használt, ami kivételes volt, hiszen a Mercedes partnere ekkor már egy ideje a Petronas volt.
Ebben az idényben a versenyzőknek saját rajtszámot kellett választania. Button a 22-est választotta, mert azzal nyerte meg a világbajnoki címet 2009-ben, Magnussen pedig azért a 20-ast, mert ő pedig a Formula Renault 3.5-öt nyerte meg azzal.
Az ausztrál nagydíjon harmadik és negyedik helyen értek célba, ám Daniel Ricciardo diszkvalifikálása miatt végül a második és a harmadik helyen zártak. Az ígéretes kezdést sajnos mélyrepülés követte, a soron következő bahreini nagydíjon egyik autó sem tudott részt venni, technikai problémák miatt. Mindazonáltal az autó a legmegbízhatóbb konstrukció volt az évadban, hiszen a lehetséges 38 futambefejezésből 36-ot abszolvált a csapat, habár dobogós helyezést nem sikerült eztán gyűjteniük. Erre még hosszú ideig, a 2019-es brazil nagydíjig kellett várniuk.

## MP4-29H/1X1

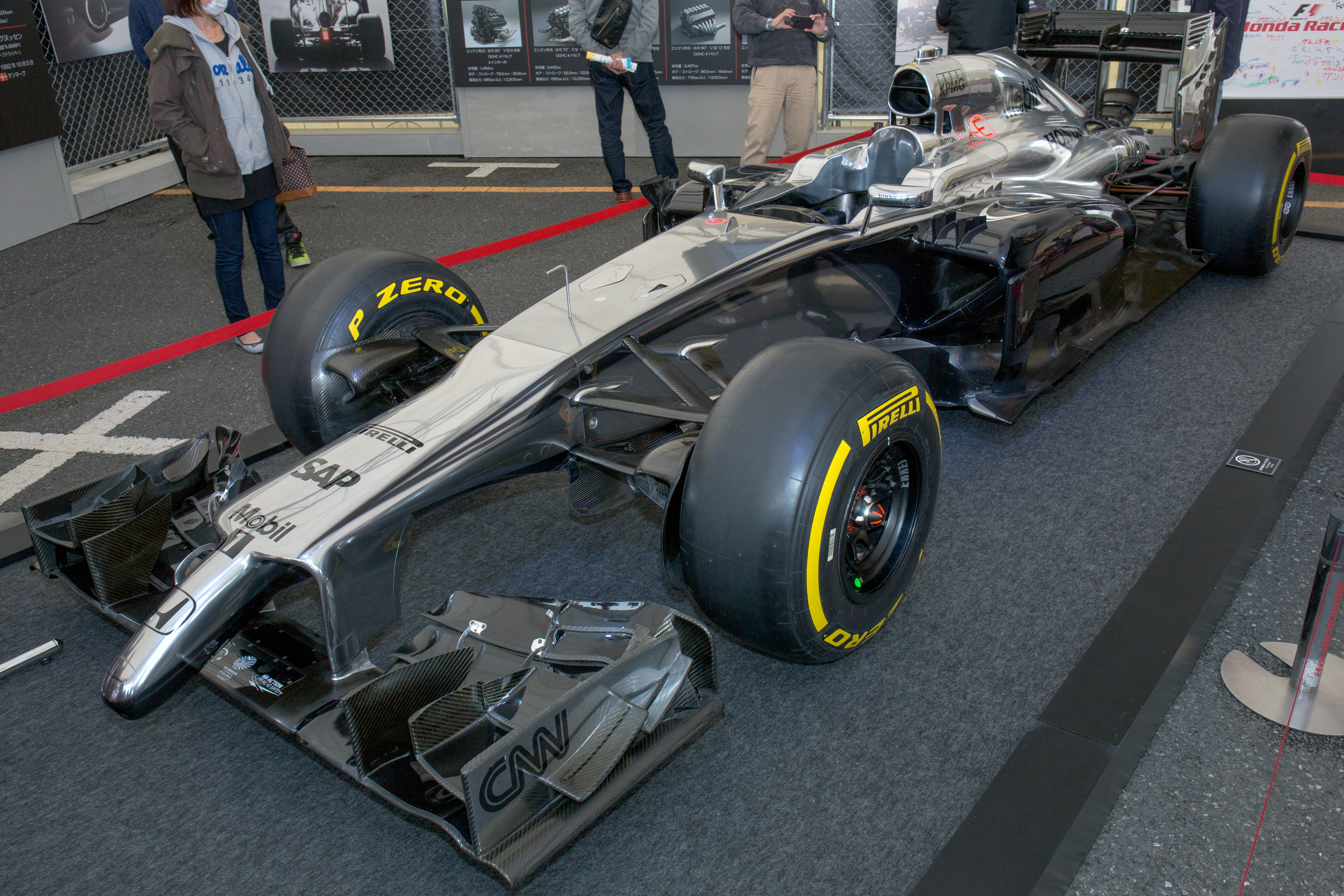
A Honda motoros tesztautó

Miután a csapat megállapodást kötött a Hondával, készült egy kísérleti autó is, mely teljesen megegyezett az MP4-29-essel, csak a motor volt benne más: egy kísérleti Honda-motor. A Silverstone-ban való sikeres összeszerelés és próbaüzem után Stoffel Vandoorne tesztpilóta vezette volna a szezonzáró futam utáni rendkívüli teszten, de annyira megbízhatatlan volt, hogy a két nap alatt csak néhány méretlen kört tudott megtenni.

## Eredmények
(Táblázat értelmezése)

(Félkövér: pole-pozícióból indult; dőlt: leggyorsabb kört futott) 

| Év   | Csapat           | Motor                  | Gumi | Versenyzők      | 1   | 2   | 3   | 4   | 5   | 6   | 7   | 8   | 9   | 10  | 11  | 12  | 13  | 14  | 15  | 16  | 17  | 18  | 19  | Pont | Helyezés |
| ---- | ---------------- | ---------------------- | ---- | --------------- | --- | --- | --- | --- | --- | --- | --- | --- | --- | --- | --- | --- | --- | --- | --- | --- | --- | --- | --- | ---- | -------- |
| 2014 | McLaren Mercedes | Mercedes PU106A Hybrid | P    |                 | AUS | MAL | BHR | CHN | ESP | MON | CAN | AUT | GBR | GER | HUN | BEL | ITA | SIN | JPN | RUS | USA | BRA | ABU | 181  | 5.       |
| 2014 | McLaren Mercedes | Mercedes PU106A Hybrid | P    | Jenson Button   | 3   | 6   | 17† | 11  | 11  | 6   | 4   | 11  | 4   | 8   | 10  | 6   | 8   | Ret | 5   | 4   | 12  | 4   | 5   | 181  | 5.       |
| 2014 | McLaren Mercedes | Mercedes PU106A Hybrid | P    | Kevin Magnussen | 2   | 9   | Ret | 13  | 12  | 10  | 9   | 7   | 7   | 9   | 12  | 12  | 10  | 10  | 14  | 5   | 8   | 9   | 11  | 181  | 5.       |

Megjegyzés:
- † – Nem fejezte be a futamot, de rangsorolva lett, mert teljesítette a versenytáv 90%-át.